# Consejo Unido de la Yihad
El Consejo de la Yihad Unida (en inglés: United Jihad Council; en urdu: متحدہ جہاد کونسل; alternativamente escrito como: Muttahida Jihad Council; y abreviado MJC), es una organización islamista yihadista formada por las Fuerzas Armadas de Pakistán y los servicios de inteligencia pakistaníes para el mando y control unificado de los grupos militantes antiindios que operan en el Estado de Jammu y Cachemira. El grupo fue formado en el verano de 1994, y oficialmente está dirigido por Sayed Salahuddin, el comandante de Hizb-ul-Mujahideen. La organización fue creada para unificar y concentrar los esfuerzos de varios grupos militantes armados que luchan contra el dominio indio en la región de Cachemira; esto hizo que la distribución de recursos como armas, municiones, materiales, propaganda anti-india y comunicaciones fuera más eficiente, también facilitó la coordinación y la combinación de los recursos de varios grupos militantes para recopilar información, planificar las operaciones y atacar objetivos de importancia militar dentro de la Cachemira administrada por India. La organización tiene en la actualidad trece grupos afiliados, algunos de sus miembros son: Al-Badr, Jaish-e-Mohammed (JeM), Harkat-ul-Jihad al-Islam (HuJI), Harkat-ul-Mujahidin (HuM), Hizb-ul-Mujahidin (HM), Jamiat-ul-Mujahidin (JuM), Lashkar-e-Toiba (LeT), Tehrik-e-Jihad (TeJ) y Tehrik-ul-Mujahudeen (TuM). A principios de 1999 unos quince grupos estaban afiliados al Consejo, aunque de estas organizaciones, solo cinco se consideraban influyentes y estás eran: Lashkar-e-Toiba (LeT), Muslims Mujahideen (MUM), Mujahideen-e-Tanzeem (MeT), Lashkar-e-Farooqi (LeF) y Lashkar-e-Jabbar (LeJ); muchos de estos grupos patrocinados por Pakistán son reconocidos como organizaciones terroristas por los Estados Unidos y la ONU.
Las Fuerzas Armadas de Pakistán y el ISI no han confirmado haber brindado apoyo a los grupos militantes activos en Cachemira para que estos grupos logresen sus objetivos.
En junio de 2012 en una entrevista, el jefe de Hizb-ul-Mujahideen, Sayed Salahuddin aceptó que Pakistán había estado apoyando a Hizb-ul-Mujahideen para luchar en la Cachemira India; había amenazado con comenzar a atacar a Pakistán si este país dejaba de apoyar a los militantes separatistas en Jammu y Cachemira. Afirmó que los militantes estaban luchando en la «Guerra de Pakistán».

“Estamos librando la guerra de Pakistán (contra la India) en Jammu y Cachemira, y si (Pakistán) retira su apoyo, la guerra se librará dentro de Pakistán”.